# NGC 3959
NGC 3959 is een balkspiraalstelsel in het sterrenbeeld Beker. Het hemelobject werd op 19 mei 1881 ontdekt door de Duitse astronoom Ernst Wilhelm Leberecht Tempel.

## Synoniemen
- MCG -1-30-46
- PGC 37363